# Still Climbing
Still Climbing – czwarty album studyjny amerykańskiego zespołu Cinderella wydany 8 listopada 1994 roku przez wytwórnię Mercury Records.

## Lista utworów
Źródło
Autorem utworów, jeśli nie podano inaczej, jest Tom Keifer.
1. „Bad Attitude Shuffle” – 5:30
2. „All Comes Down” – 5:07
3. „Talk Is Cheap” – 3:54
4. „Hard to Find the Words” – 5:52
5. „Blood from a Stone” – 4:55
6. „Still Climbing” – 5:23
7. „Freewheelin'” – 3:10
8. „Through the Rain” – 5:05
9. „Easy Come, Easy Go” – 4:32
10. „The Road's Still Long” (Andy Johns/Tom Keifer) – 6:02
11. „Hot and Bothered” (Eric Brittingham/Tom Keifer) – 3:57

## Twórcy
Źródło
| Muzycy - Tom Keifer – wokal, gitara, gitara akustyczna, produkcja - Jeff LaBar – gitara - Eric Brittingham – gitara basowa - Fred Coury – perkusja - Kenny Aronoff – perkusja - Gary Corbett – instrumenty klawiszowe - John Purdell – organy Hammonda, instrumenty perkusyjne, pianino - Jay Davidson – saksofon - Steve Jankowski – trąbka - Evette Benton – wokal wspierający - Carla Benson – wokal wspierający - Charlene Halloway – wokal wspierający - Annette Hardeman – wokal wspierający - Luana Norman – wokal wspierający |  | Personel - Gary Lyons – produkcja, miksowanie - Duane Baron – produkcja, miksowanie - George Marino – mastering - Margery Greenspan – kierownictwo artystyczne - Jeffrey Schulz – projekt okładki - Anthony Artiaga – zdjęcia - Brian Stover – asystent - Carl Glanville – asystent |